# Cristian Săpunaru
Ionuţ Cristian Săpunaru (nascido a 5 de abril de 1984 em Bucareste) é um futebolista romeno que joga no Kayserispor.

## Carreira
Começou a jogar com 6 anos nas escolas de formação do FC Naţional, Sapunaru mudou-se para o Rapid Bucareste em Julho de 2006.
Em Julho de 2008 transferiu-se para o FC Porto, €2.5 milhões por 50% do passe, enquanto o Rapid Bucareste treinado pelo José Peseiro recebe 2 jogadores emprestados - Claudio Pitbull e João Paulo.
No FC Porto jogava várias vezes e chegou a conquistar muitos títulos e disputava titularidade com Fucile. Com as chegadas de Danilo e Miguel lopes, ficou sem espaço na equipa e acabou por rescindir contrato com o Porto e foi para o Saragoça de Espanha.

## Seleção Nacional
Sapunaru estreou-se na selecção romena em Maio de 2008, num jogo contra o Montenegro. Foi seleccionado para participar no Euro 2008, mas não chegou a jogar nenhuma partida. Ele fez parte do elenco da Seleção Romena de Futebol da Eurocopa de 2016.

## Títulos

### Rapid
- Copa da Roménia (1): 2006-2007
- Supercopa da Roménia (1): 2007

### Porto
- Campeonato Nacional (3): 2008-2009, 2010-2011, 2011-2012
- Supertaça de Portugal (4): 2008-2009, 2009-2010, 2010-2011, 2011-2012
- Taça de Portugal (3): 2008-2009, 2009-10, 2010-2011
- Liga Europa da UEFA (1): 2010-2011